# إنريكو ديفيد
إنريكو ديفيد (بالإيطالية: Enrico David)‏ هو فنان تشكيلي ورسام إيطالي، ولد في 1966 في أنكونا في إيطاليا.